# Chaim Herman
Chaim Herman, né le 15 mai 1904 à Varsovie en Pologne et mort au camp de concentration d’Auschwitz en Pologne. Pendant une cinquantaine d'années, il est considéré comme l'auteur du seul texte d'un déporté rédigé en français retrouvé à Auschwitz. À la fin des années 2010, la paternité du document est finalement attribuée à un autre.

## Avant Auschwitz
Issu d'une famille juive  polonaise, Chaim Herman (identité longtemps supposée) s'installe en France à une date inconnue. On sait peu de chose de sa vie avant la déportation. Sur les documents administratifs conservés, il est présenté comme célibataire et sans enfant. Son nom est également associé au métier de prothésiste dentaire. Sa dernière adresse se situe au 45 rue de Montreuil, dans le 11e arrondissement de Paris.
Une archive du camp de Drancy atteste qu'il est une première fois détenu pendant sept semaines, d'août à novembre 1941. Un œdème occasionne sa remise en liberté pour raison de santé. Le 21 février 1943, il est à nouveau arrêté et interné. Comme un millier d'autres personnes, il est déporté à Auschwitz par le convoi 49, parti de Drancy le 2 mars 1943. 

## Éléments tangibles et hypothèses sur son parcours en déportation
Jugé « apte au travail » à sa descente du train, le 4 mars, il intègre le camp sous le matricule 106113. Deux documents attestent de sa présence en déportation. Le 3 juillet 1943, le registre d’admission du service de rayons x du camp fait état d'un passage du déporté. Le diagnostic révèle une atteinte pulmonaire incurable, avec d'importantes lésions des voies respiratoires. L'extrême dureté des conditions de vie à Auschwitz-Birkenau suggère de très faibles chances d'une survie prolongée en déportation dans pareil cas. Trois mois plus tard, le 12 octobre 1943, une carte postale rédigée par Chaïm Herman arrive à Paris (l'adresse d'expédition, "maison 17a, Birkenau" pouvant correspondre à un baraquement du camp principal). Ce courrier atteste que le déporté Herman fut concerné par la campagne épistolaire de désinformation orchestrée par les nazis en 1943. La visée réelle du camp d'Auschwitz n'est en rien révélée dans ces courriers et les envois furent faits de manière groupée, de sorte que la date de réception est possiblement éloignée de la date de rédaction. Impossible dès lors de savoir si Chaïm Herman est encore en vie le 12 octobre 1943 à l'arrivée de son message.
Chaïm Herman a-t-il été asservi dans le Sonderkommando, comme le postulent la plupart des études mentionnant son nom ? Selon l’historien Andreas Kilian, cette hypothèse n’est pas la plus probable. L'auteur de la lettre longtemps attribuée à Chaïm Herman indique qu’à l’arrivée de son convoi, « le 4 au crépuscule », « cent personnes étaient triées pour descendre dans le camp » et suggère quelques lignes plus loin que ce groupe fut ensuite affecté « dans le fameux Sonder-komando ». Pourtant, sur les 4 hommes du convoi 49 toujours en vie à la libération, seul l'un d'entre eux, David Olère, avait effectivement était affecté dans un crématorium. Les Sonderkomandos, porteurs du secret du fonctionnement de la solution finale, vivaient au sein du centre d’extermination, à l'écart du reste des déportés et avec leur propre service médical. Compte tenu des indications administratives sur le déporté Chaïm Herman, qui renvoient au camp de travail de Birkenau, il paraît raisonnable de penser qu'il n'a pas appartenu à cette unité.

## La lettre signée "Hermann" et son attribution à Chaïm Herman
Une lettre en français signée « Hermann » est découverte dans la zone du crématorium III en février 1945. Il s'agit d'une lettre d'adieu en date du 6 novembre 1944 écrite par un Sonderkommando français à l'attention de ses proches. Des recherches conduisent finalement à une remise du courrier à la famille d'un certain Hersz Strasfogel en 1948. À la fin des années 1960, le ministère des Anciens combattants qui avait fait une retranscription du document, en transmet une copie au musée d'Auschwitz. Deux historiens qui travaillent là identifient alors Chaïm Herman comme l'auteur de la lettre. Plusieurs indices contenus dans le message les conduisent à cette déduction. L'auteur, qui souhaite voir son courrier remis à une adresse du 11e arrondissement, celui où résidait Chaïm Herman, est d'origine polonaise, comme lui. Surtout, le rédacteur du manuscrit enterré affirme être arrivé à Auschwitz le 4 mars 1943. Or, de tous les hommes jugés « aptes au travail » à l'arrivée du convoi, Chaïm Herman est celui dont le nom de famille se rapproche le plus de la mention « Hermann » qui conclut la lettre. Jusqu'en 2018, la lettre signée « Hermann » devient donc la « lettre de Chaïm Herman » pour les historiens spécialistes de la question.

## La résolution de l’énigme
Cette attribution aurait pu être rapidement invalidée, car l'auteur du message donne des indications sur son travail (dans le secteur textile), sa famille (il s'adresse à sa femme et sa fille) et son état de santé (excellent) qui ne correspondent pas à ce qui est su de la vie de Chaïm Herman. Finalement, une suite d'événements conduit le service des archives du Mémorial de la Shoah à remonter jusqu’au texte original en 2018. La famille Strasfogel avait conservé, comme document privé, la lettre remise en 1948, ignorant tout de son attribution à une autre personne déportée par le convoi 49. La certitude sur l’attribution du manuscrit à Hersz Strasfogel étant acquise, la nouvelle est rendue publique au début de l’année 2019.
Il apparaît finalement que c’est par le prénom Hermann, version francisée de Hersz, que H. Strasfogel se faisait appeler depuis son départ de Pologne à la fin des années 1920. La signature Hermann correspondant dès lors à un prénom plutôt qu’à un nom. Quant à l'absence de mention du nom Strasfogel, il faut probablement y voir la précaution d’un déporté qui, enterrant un message dans le sol de Birkenau avant son élimination, ne veut pas prendre le risque de compromettre la survie des siens, si le document venait à parvenir entre de mauvaises mains.

## Le destin inconnu de Chaïm Herman
L’attribution à Hersz Strasfogel de la lettre d’adieu dissimulée à proximité du KIII, invalide ce que les historiens pensaient connaître du destin de Chaïm Herman. L’auteur du manuscrit, asservi au Sonderkommando, a selon toute vraisemblance été exécuté le 26 novembre 1944, lors de la dernière sélection opérée au sein de l’unité. Or, c’est à cette date que l’on postulait jusqu’en 2018 la mort de Chaïm Herman. L’état de santé particulièrement dégradé du déporté 106113 quatre mois après son arrivée à Birkenau, suggère un décès au cours de la deuxième moitié de l’année 1943, sans qu’il soit possible d’en établir la date ou les circonstances exactes.